# Лоренцети (Венеција)
Лоренцети (итал. Lorenzetti) је насеље у Италији у округу Венеција, региону Венето.
Према процени из 2011. у насељу је живело 120 становника. Насеље се налази на надморској висини од 9 м.